# Route nationale 14a
Die N14A war ein Seitenast der N14, der 1831 festgelegt wurde. Er zweigte von dieser in Sannois ab und verlief nach Argenteuil. Die Länge betrug 3,5 Kilometer. 1933 wurde sie in die N309 integriert. Zur gleichen Zeit bekam die N14 eine neue Führung nach Paris. Die alte Trasse zwischen Épinay-sur-Seine und Saint-Denis wurde dadurch zur N14A. Die Länge dieses Abschnittes betrug 2 Kilometer. 

## N 214
1978 wurde die Route nationale 14A zur N214.
zwischenzeitlich wurde die Fahrbahn mehrfach erneuert.
2006 wurde die Straße zur D921 (RNIL214) umgewidmet und dem Département Seine-Saint-Denis übergeben.